# CNBC World
 (juin 2017).
Le contenu est difficilement compréhensible vu les erreurs de traduction, qui sont peut-être dues à l'utilisation d'un logiciel de traduction automatique.
 (juin 2017).
CNBC World est une chaîne d'actualité économique, exploitée par NBCUniversal, qui offre une couverture des marchés mondiaux aux côtés du service national CNBC, en utilisant des programmes des réseaux internationaux de CNBC basés en Europe, en Asie, en Inde et dans d'autres régions desservies par une chaîne nationale CNBC ou une filiale. 
À partir de 2017, le réseau n'est pas offert en haute définition, et la seule façon de regarder les réseaux internationaux de CNBC dans ce format aux États-Unis est le service de diffusion mensuel/annuel CNBC Pro. 

## Programmation
- The Rundown
- Asia Squawk Box
- Street Signs Asia
- Capital Connection
- Squawk Box Europe
- Street Signs Europe
- Worldwide Exchange
- Decision Time (CNBC Europe programme mensuel couvrant les annonces de taux de prêt bancaire du Royaume-Uni et de la BCE)
- American Greed